# Compianto Glimm

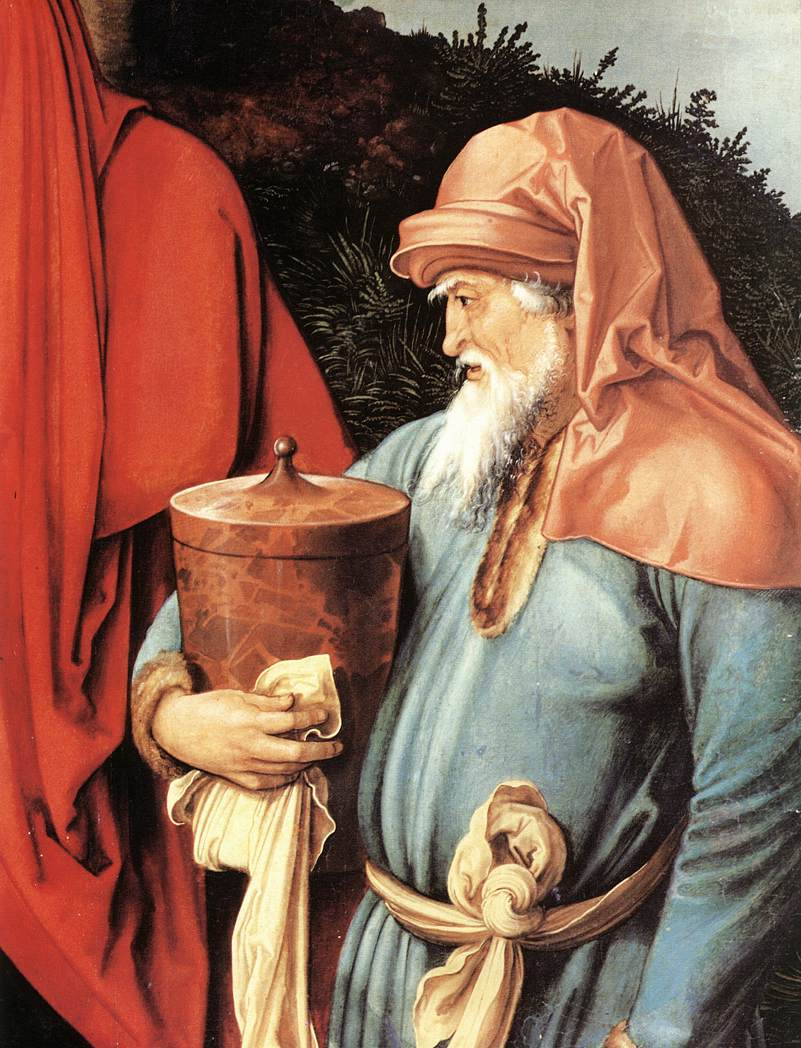
Dettaglio

Il Compianto Glimm è un dipinto a olio su tavola di legno di conifera (151x121 cm) di Albrecht Dürer, databile al 1500 circa e conservato nell'Alte Pinakothek di Monaco di Baviera. 

## Storia
L'opera fu commissionata dall'orafo Albrecht Glimm in memoria della prima moglie Margareth Holzmann, morta nel 1500. Una ridipintura, asportata nel 1924, ha rimesso in luce agli angoli le figure dei donatori (l'uomo e i tre figli) e della donna scomparsa, piccolissime rispetto ai soggetti sacri. Più che alla somiglianza fisiognomica l'individuazione dei committenti era per lo più affidata agli stemmi araldici che essi hanno vicini.
All'inizio del XVII secolo la pala si trovava già a Monaco, figurando nell'inventario del 1603-1608 della Quadreria Granducale.

## Descrizione e stile
Gesù deposto dalla Croce (che si vede ergersi a destra), è tenuto su da Nicodemo e contornato dalle pie donne, tra cui un'anziana Maria Vergine particolarmente sconvolta. Dominano a destra tre figure in piedi, allineate in profondità lungo la diagonale: san Giovanni, in alto, la Maddalena e Giuseppe d'Arimatea, questi ultimi due più composti e reggenti vasi con i balsami e profumi per la preparazione del cadavere prima della sepoltura. Al centro, in basso, si vede la corona di spine.
Lo schema di forma piramidale racchiude tutti i personaggi compattamente, con un uso del colore limpido e fluido, basato su tonalità calde di rossi e gialli in primo piano, e fredde nello sfondo (una lontana veduta di una città - idealmente Gerusalemme - e di montagne su di un lago), che raggiungono notevoli vertici espressivi. Qua è là balenano i campi bianchi, che fanno convergere l'occhio dello spettatore verso il punto focale della composizione, cioè il corpo di Cristo.

## Altre immagini

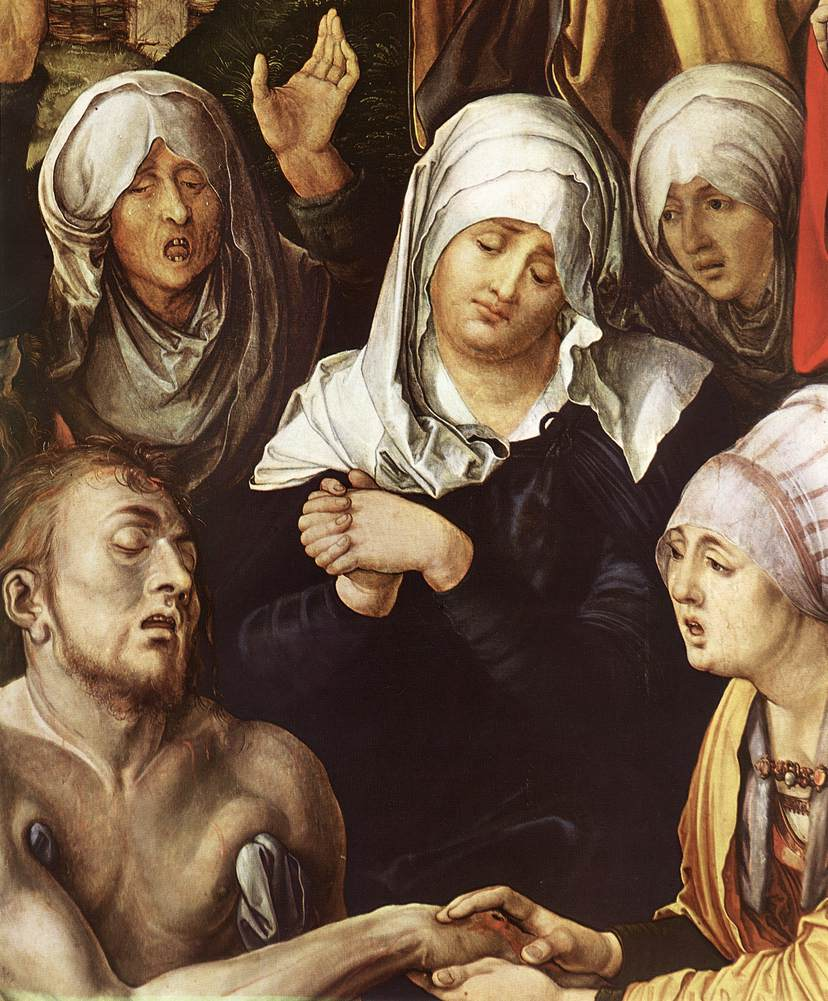
Dettaglio
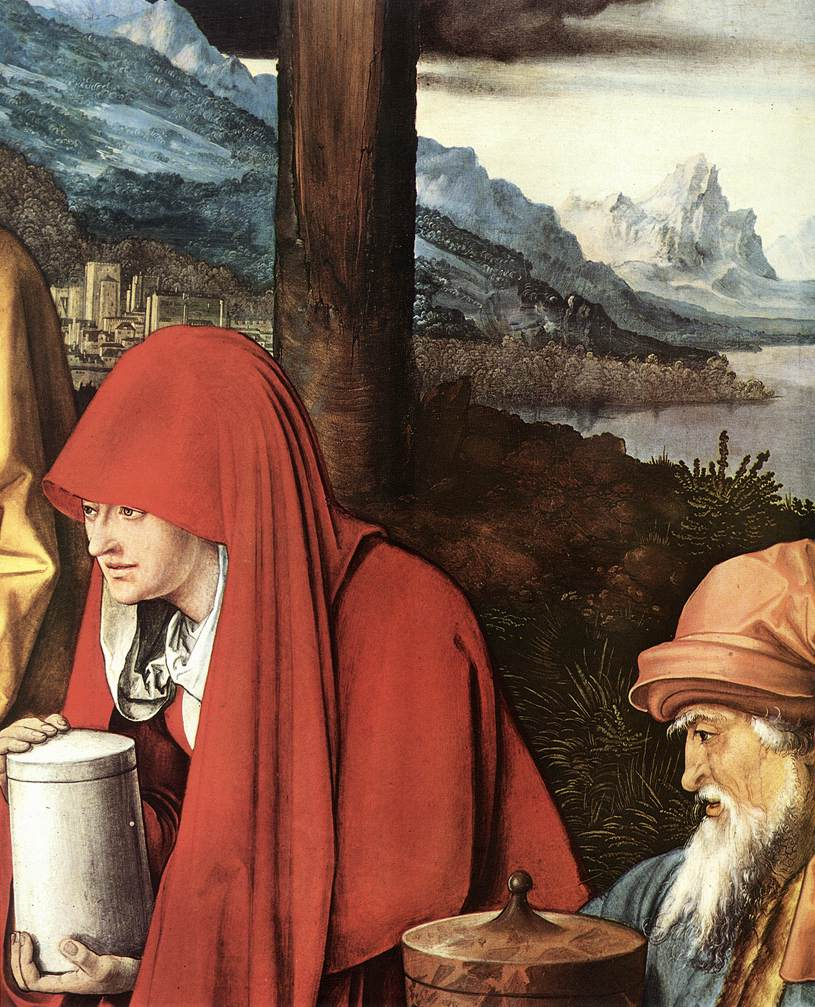
Dettaglio
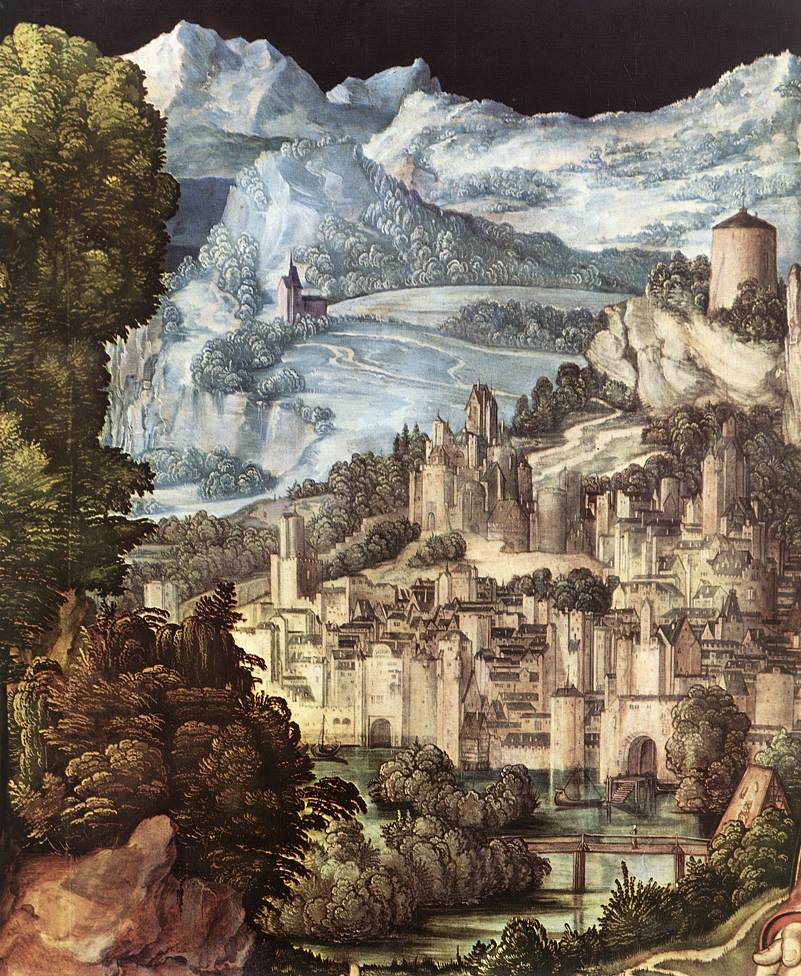
Il paesaggio